# Sunshine (film)
Sunshine (titlul în maghiară A napfény íze, literal „Gustul luminii soarelui”) este un film dramatic, istoric și de război, coproducție Austria–Germania–Ungaria–Canada, în regia lui István Szabó, după scenariul acestuia scris în colaborare cu Israel Horovitz, având premiera în 1999.
Filmul are caracterul unei epopei realiste ce rezumă istoria unei familii de evrei din Ungaria pe parcursul a circa 100 de ani, având ca fundal evenimentele istorice din acea perioadă. Este povestea încercării de integrare în societate a membrilor familiei prin asimilare dusă până la renunțarea la identitatea moștenită. Această asimilare se dovedește a fi un eșec prin faptul că îi împinge la compromisuri morale, și nici nu-i ferește de pericolele la care sunt expuși sub regimurile totalitare din a doua parte a perioadei.
Distribuția filmului a fost internațională. În ea s-a remarcat mai ales actorul principal, Ralph Fiennes, care a jucat rolurile a trei membri din generații succesive ale familiei.
Primirea filmului a fost foarte variată, de la critici total pozitive la total negative, mai ales în Ungaria, unde a suscitat și polemici ideologice. Critica din Occident a fost mai favorabilă, ceea ce se reflectă prin mai multe premii câștigate și numeroase nominalizări.

## Acțiunea filmului
Filmul este conceput ca o narațiune citită după ce a fost scrisă la sfârșitul secolului al XX-lea. Naratorul este Iván, ultimul descendent al unei familii evreiești. Filmul este compus din părți în care dialoghează personajele și părți care ilustrează narațiunea citită. Printre acestea din urmă sunt și fragmente de documente cinematografice despre evenimente istorice importante din cei peste 100 de ani acoperiți de film.

### Epoca însorită (1890–1914)[4]
Spre sfârșitul secolului al XIX-lea, străbunicul lui Iván, Emmanuel (Manó) Sonnenschein, pleacă pe jos dintr-un sătuc din Imperiul Austro-Ungar ca să caute de lucru. Trebuie să-și întrețină mama și fratele mai mic, după ce tatăl său, Aron Sonnenschein, cârciumar în sat, și-a pierdut viața când a explodat cazanul în care distila rachiu. Era un om iubit în sat. Făcea o băutură cu plante medicinale care îi vindecase pe mulți oameni. Caietul în care avea scrisă rețeta secretă a băuturii a fost găsită de soția lui printre ruine. Manó a mai găsit și ceasul de buzunar al tatălui său. Acestea și un baston sunt singura lui moștenire.
Ajuns la Budapesta, se angajează într-o fabrică de spirt. La 25 de ani ajunge să aibă propria lui casă și fabrică de lichioruri. Face, după rețeta tatălui, o băutură căreia îi dă numele de „Gustul luminii soarelui”, numele familiei sale, Sonnenschein, însemnând în germană „lumina soarelui”. Se căsătorește, fără să fie îndrăgostit, cu Róza Deutsch, cu care are doi copii, unul Gusztáv, celălalt Ignác, viitorul bunic al lui Iván, naratorul. Băutura are mult succes și familia se îmbogățește. După moartea prematură a fratelui său, Manó o adoptă pe fetița acestuia, Valéria (Vali), viitoarea bunică a lui Iván.
Gusztáv, Ignác și Vali cresc împreună. Deveniți tineri adulți, Vali se pasionează pentru fotografie, Ignác face studii de drept la Viena, iar Gusztáv – studii de medicină. Pe niciunul nu-l interesează profesiunea lui Manó, ceea ce nu-l deranjează pe acesta, care e mândru de ambițiile tinerilor.
Ignác și Vali se iubesc în secret, dar Gusztáv află aceasta și le spune părinților. Tatăl îl ia la rost pe Ignác, spunând că trebuie să renunțe la Vali, pentru că este verișoara ei primară. Ignác se supune voinței tatălui, în ciuda lui Vali. Continuă să o iubească, dar nu răspunde la scrisorile ei. La un moment dat, Vali îl vizitează neanunțată la Viena și relația lor devine sexuală.
După terminarea studiilor, Ignác se întoarce la Budapesta și începe o carieră de succes ca judecător. Tatăl lui este foarte mândru de el. Îi dă ceasul moștenit și-l sfătuiește să nu-și uite niciodată originea. Relația între verișori continuă în secret.
Ignác este apreciat de superiorul său, care îi spune că merită să fie promovat, dar pentru aceasta ar fi de dorit să-și schimbe numele în unul maghiar. Ignác îi urmează sfatul și devine Sors (în maghiară „destin”). Gusztáv și Vali îi urmează exemplul.
Vali este însărcinată și Ignác o cere în căsătorie în prezența familiei. Mama lui este revoltată, dar tatăl nu se mai opune. Își aduce aminte cum a vrut să se căsătorească și el cu o verișoară a lui, cu care se iubeau, dar familia i-a interzis aceasta, el s-a supus, și astfel nu a cunoscut fericirea unei căsătorii din dragoste.
Presa dezvăluie un caz de corupție printre politicieni sus-puși ai puterii. Superiorii lui Ignác vor să-l însărcineze cu judecarea cazului astfel, încât suspecții să scape. După Ignác, procesul ar putea să ducă la condamnarea lor, de aceea propune ca dosarul să fie retrimis procurorului pentru o cercetare minuțioasă, care ar putea dura mult timp. Propunerea este acceptată. Ignác face astfel un compromis: obține ca acest caz să fie mușamalizat fără participarea lui, cu prețul de a nu face dreptate, ca să nu-și pericliteze cariera. Vali îl acuză de lașitate, știind că imperiul este măcinat de corupție, dar Ignác crede că imperiul, al cărui adept este, nu trebuie slăbit. De fapt se află într-o situație foarte complicată, sfâșiat între ceea ce îi cere Vali, spiritul familiei, spiritul religiei, devotamentul către împărat, spiritul liberal, dreptul roman, guvernul, opoziția, simțul propriu al dreptății, spiritul revoluționar al fratelui său, conservatorismul tatălui său.
Lui Ignác și Vali li se naște primul copil, István. Ignác este primit în cercuri sus-puse. Participă pentru prima oară la o vânătoare, împușcă un cerb și este tulburat de moartea lui.
Lui Ignác i se propune să participe la alegeri pe lista partidului guvernamental. El este tentat, iar părinții lui sunt mândri. Mama este entuziasmată, dar tatăl spune că oamenii de felul lor nu trebuie să țintească prea sus. În schimb Gusztáv, cunoscând ca medic mizeria muncitorilor și având idei socialiste, este cu totul împotrivă. Nici Vali nu vrea ca soțul ei să participe la o putere coruptă.
Se naște al doilea copil al tinerilor soți, Ádám, viitorul tată al lui Iván.
Ignác îl anunță pe superiorul său că nu va participa la alegeri, dar și acesta îi face cunoscut că Gusztáv este urmărit ca membru al unei organizații socialiste care militează pentru răsturnarea monarhiei. Cei doi frați se ceartă, Ignác voind să se asimileze societății și fiind recunoscător că puterea îi permite aceasta, iar Gusztáv spunând că evreii nu vor fi niciodată acceptați total în acea societate, și că aceasta va fi posibil numai într-o societate dreaptă, pentru care trebuie să lupte, chiar cu prețul unei revoluții sângeroase. Vali se situează între cei doi: nu vrea să fie acceptată nici de cei puternici, nici de cei oprimați, ci doar să fie mândră de limba ei maternă, maghiara, și să vadă pe fereastră peisajul pe care îl cunoaște și îl iubește.

### Epoca furtunilor (1914–1944)
Izbucnește Primul Război Mondial. Gusztáv este mobilizat ca medic militar, iar Ignác devine maior judecător de curte marțială. Este foarte mândru când este convocat de împărat, care vrea să-l cunoască. În cei patru ani de război dă verdicte aspre și nu își vede familia. Află în aceeași zi moartea împăratului și pe cea a tatălui său. Peste puțin timp se termină războiul cu înfrângerea imperiului, fapt pe care Ignác îl simte ca sfârșitul unei lumi căreia îi datorează foarte mult.
Când se întoarce acasă, fiii lui Ignác sunt deja niște tineri. Vali îl anunță că se desparte de el, pentru că el nu o mai iubește de când l-a iubit pe împărat, iar ea îl mai iubește numai ca o soră. Spre sfârșitul filmului va mărturisi că de fapt avea un amant.
În Ungaria izbucnește Revoluția Crizantemelor, de orientare social-democrată, apoi se instaurează Republica Ungară a Sfaturilor cu guvernul ei comunist. Gusztáv devine membru al acestuia. Încearcă să-l convingă pe Ignác să colaboreze cu ei, spunându-i totodată că riscă să fie și el obiectul răzbunării „juste” a poporului, ca om al puterii anterioare. Ignác refuză și este pus în arest la domiciliu. Aflând aceasta, Vali se întoarce la el.
După căderea puterii comuniste, Gusztáv emigrează, iar Ignác refuză să fie din nou judecător, și este pensionat. Sănătatea lui se deteriorează rapid. Atmosfera din casă este tensionată. Ignác are accese de furie, iar mama lui își manifestă mereu ura față de Vali. Ignác este răpus de boală, urmat curând de mama lui. Vali devine capul familiei.
În Ungaria se manifestă din ce în ce mai mult antisemitismul. Ádám este umilit ca evreu de colegi de-ai lui de facultate. István, fratele lui mai mare, practică scrima și îl sfătuiește pe Ádám să o practice și el, ca să se poată apăra. Amândoi se antrenează la un club de scrimă civil. Ádám face studii de drept, obține și doctoratul, dar nu își practică profesia, ci se ocupă numai de scrimă, devenind din ce în ce mai bun în acest sport. Vali devine o fotografă de succes. 
Anselmi, antrenorul lui Ádám, este de părere că acesta ar trebui să treacă în clubul ofițerilor și vorbește despre aceasta cu șeful clubului, generalul Jákófalvy, însă aici nu sunt primiți evrei, de aceea antrenorul îl sfătuiește pe Ádám să se creștineze. Vali și István nu se opun, iar el merge la ore de catehism și devine catolic.
Ádám se îndrăgostește de Hanna, o evreică pe care o cunoaște de la orele de catehism și care se creștinează odată cu el, pentru că logodnicul ei este un fiu de moșier catolic. Ádám îi declară dragoste într-un mod foarte insistent, simțind că fata nu e îndrăgostită de logodnicul ei, ci îi place de el.
Ádám este primit în clubul de scrimă al ofițerilor. Antrenorul de aici, baronul Margittay, observă că este stângaci, deși luptă cu dreapta, și îl antrenează să lupte cu stânga. Ádám câștigă campionatul Ungariei, învingându-l pe un ofițer.
Ádám se căsătorește cu Hanna. După un an li se naște un băiat, Iván.
Ádám devine a doua oară campion al Ungariei. Președintele clubului civil, un evreu, îi oferă mulți bani ca să treacă la ei, dar el refuză, afirmându-se ostil spiritului mercantil pe care îl atribuie evreilor. Se vede că detașarea de originea sa a ajuns să se apropie de antisemitism.
În 1936, șeful clubului ofițerilor îi cere lui Ádám să propună membrii echipei olimpice. Face parte și el din ea, dar și un ofițer care îi este ostil. De fapt este în continuare într-o situație de inferioritate, nefiind ofițer.
Ádám devine campion olimpic la Olimpiada de la Berlin. Acolo îl contactează un conducător de club de scrimă american emigrat din Ungaria, care îi propune să se mute în S.U.A., dar el refuză, din patriotism. Americanul îl acuză de complicitate cu regimul dictatorial din Ungaria, și îl avertizează în legătură cu pericolul alianței țării cu Germania, sfătuindu-l să se salveze până nu este prea târziu. La Budapesta este primit ca un erou național, decorat și numit ofițer.
Viața lui Ádám se complică prin faptul că cumnata lui, Gréta, este îndrăgostită de el. Rezistă timp de câțiva ani insistențelor ei, dar până la urmă cedează.
Încep persecuțiile împotriva evreilor prin adoptarea unei prime legi. Ofițerul șef al clubului de scrimă îl anunță pe Ádám că antrenorul lui a plecat din Ungaria. Ádám îl califică drept trădător, dar șeful îl înțelege, pentru că soția lui este evreică, și se declară împotriva antisemitismului. De altfel și el este înlocuit în funcție de ofițerul ostil lui Ádám. Deși la Ádám nu se referă legea adoptată, este dat afară din club. Gréta, cu care își continuă relația în secret, insistă ca toată familia să emigreze. Spune că ar putea pleca în America sau Australia, ar putea să trăiască fabricând Gustul luminii soarelui după rețeta lui Manó Sonnenschein. Caietul moștenit de Vali este undeva în casă, dar nu se știe unde. István este de asemenea de acord cu plecarea, dar Ádám crede că situația este una trecătoare. Până la urmă se hotărăsc să plece cu toții, dar nu mai pot, căci consulatele străine nu mai dau vize.
Ádám este mobilizat ca evreu în detașament de muncă forțată. Fostul șef al clubului de scrimă al ofițerilor îi promite să-l ajute pe cât va putea și îi cere iertare că a greșit atunci când i-a spus că asimilarea este cea mai bună cale pentru Ádám.
După ce în martie 1944 Ungaria este ocupată de trupele germane, Hanna și Vali trebuie să poarte steaua galbenă și să se mute în ghetou. Vali reușește să se ascundă la o cunoștință, dar Hanna este deportată și va muri. Ádám și fiul său, Iván, ajung împreună în detașament de muncă pe frontul rusesc, păziți de poliția militară. Ádám își poartă uniforma de ofițer și o brasardă albă pe care o purtau evreii creștinați. Subofițerul comandant al polițiștilor îl lovește, spunându-i că nu e decât un jidan și, pentru că Ádám nu face decât să-i repete că este ofițer al armatei ungare, campion național și campion olimpic de scrimă, este torturat până la moarte sub ochii fiului său, care este reținut de ceilalți din detașament ca să nu reacționeze.
Gréta, István și fiul lor, care se ascundeau, sunt denunțați, prinși de membri ai Partidului Crucilor cu Săgeți și omorâți pe cheiul Dunării împreună cu mii de alți evrei din Budapesta, cu numai cinci zile înainte de ocuparea orașului de către Armata Roșie.

### Epoca cerului acoperit (1945–1989)
Vali, îmbătrânită, se întoarce acasă, apoi revine și Kató, servitoarea familiei, de asemenea îmbătrânită, cu o căruță plină cu obiecte pe care putuse să le ducă în satul ei. Se întoarce și Gusztáv din emigrație, bătrân și el, apoi și Iván.
Gusztáv participă la noua putere și-l face pe Iván să se angajeze în ÁVH, poliția politică, cu ideea să contribuie la pedepsirea criminalilor de teapa celor care i-au omorât tatăl. Ivan devine un comunist convins, face carieră, devine maior, dar nu poate scăpa de amărăciune. Este simpatizat de Karola, o colegă căsătorită cu copii, maior și ea. Knorr, superiorul lui direct îl avertizează că soțul ei poate fi periculos pentru el. Iván începe totuși o relație cu ea, prima lui experiență sexuală.
Încep epurări staliniste cu caracter antisemit în aparatul superior de stat. Generalul Kope, comandantul ÁVH, o brută, îl convoacă pe Iván și îi dă ordin să cerceteze cazul unui pretins complot anti-regim dirijat din Israel, în care ar fi implicați o mulțime de evrei, inclusiv Knorr. Generalul își manifestă deschis antisemitismul. Îl avertizează pe Iván că și el ar putea fi implicat, fiind apropiat de Knorr, și să nu lucreze cu evrei la acest caz.
Iván îi raportează generalului că Knorr nu-și recunoaște nicio vină, și că el nu crede în vinovăția lui. Generalul îi spune să fie torturat până recunoaște, iar dacă este un comunist adevărat, să recunoască sacrificându-se, pentru a face un serviciu cauzei comunismului. Îi mai spune că are noroc că unchiul său Gusztáv tocmai murise, căci era și el, chipurile, implicat în complot.
Iván susține mai departe că Knorr nu este vinovat, și generalul îi ia cazul, ordonând ca și el să fie interogat, deocamdată ca martor.
Deși Iván o iubește, Karola rupe relația cu el, pentru că îi vede poziția slăbită, pe când ea are nevoie de un bărbat puternic, cu care să se simtă în siguranță.
După moartea lui Stalin încep lupte pentru putere în conducerea partidului comunist, sunt dezvăluite crimele din vremea stalinismului, generalul este arestat. Totuși, regimul rămâne același. Knorr, care murise în timpul unui interogatoriu, este reabilitat, dezgropat, identificat de Iván și reînmormântat cu onoruri. Iván spune un scurt discurs la mormântul lui, în care se acuză pe sine ca pe unul din ucigașii săi, și pentru faptul că el, ca și Knorr, au crezut că contribuie la făurirea unei lumi mai bune, când de fapt au slujit o șleahtă de delincvenți setoși de putere, devenind ei înșiși delincvenți. Iván își ia adio de la Knorr și de la el însuși, ca de unul care s-a uitat neputincios la uciderea tatălui său, și care nu a făcut nimic nici atunci când a fost omorât Knorr. După aceea, Iván își dă demisia din funcție și devine opozant al regimului.
Iván este unul dintre aceia care înflăcărează mulțimea în timpul Revoluției din 1956, este arestat după înfrângerea ei și condamnat la cinci ani de detenție. Este eliberat după trei ani. La reprimirea obiectelor personale constată că nu mai are ceasul moștenit de la străbunicul său.
Iván se întoarce acasă. Împreună cu Vali, încep să caute caietul cu rețeta Gustului luminii soarelui, dar lui Vali i se face rău. La spital, întrebată cum o cheamă, spune „Valéria Sonnenschein” și repetă acest nume după ce Iván o corectează.
Iván se întâlnește întâmplător în metrou cu Karola, care își cere iertare pentru mărturia ei la procesul lui, dar Iván nu-i poartă dușmănie, ar vrea s-o mai întâlnească. Ea coboară fără să-i dea numărul de telefon.
Vali moare în spital. Iván recuperează de acolo numai bastonul moștenit de la străbunicul lui.
Acasă, Iván scoate în stradă toate vechiturile, mobilă, ziare vechi, hârtii etc., ca să le ia gunoierii. Dintr-o cutie scoate niște hârtii și din mână îi cade caietul cu rețeta Gustului luminii soarelui, pe care nu îl bagă în seamă. În schimb, scoate dintr-un plic un text scris de străbunicul său pentru Ignác atunci când acesta a plecat la studii universitare. Când îl citește, apar rând pe rând străbunicul, bunicul Ignác și tatăl Ádám care spun textul, apoi, în timp ce în bena camionului gunoierilor sunt aruncate teancuri de ziare din diferitele epoci trecute, se mai aude numai vocea străbunicului. Acesta scrie despre importanța învățăturii la evrei, avertizează împotriva tentației puterii și a cârdășiei cu puterea politică, a păcatului de a fi încrezut. Îl sfătuiește să nu abandoneze niciodată religia strămoșilor, să nu trăiască numai luptând pentru a fi acceptat, căci va fi nefericit, să nu țină la averi, care pot dispărea oricând, să nu se angajeze în ce nu poate face, ca să nu se îmbolnăvească din cauza neliniștii provocate de aceasta. Iván păstrează acest text. În stradă, un gunoier ia caietul de pe jos și îl aruncă în bena camionului.
Iván își schimbă numele în Sonnenschein, spre mirarea funcționarei căreia i se adresează. Pentru prima oară în viață merge pe stradă fără să simtă că se ascunde, cum poate înaintea lui numai străbunicul a simțit așa. Iván își dă seama că singurul său rost, singura posibilitate a vieții sale este să aducă mărturie.
Până a terminat de scris povestea familiei, s-a prăbușit definitiv și a treia aventură tragică a secolului al XX-lea. După imperiu și fascism, a rămas în trecut și comunismul.

## Rolurile cele mai importante
- Ralph Fiennes – Ignác Sonnenschein (Sors), Ádám Sors și Iván Sors (Sonnenschein)
- Jennifer Ehle – Valéria Sonnenschein (Sors) în tinerețe
- Rosemary Harris – Valéria Sors la bătrânețe
- James Frain – Gustáv Sonnenschein (Sors) în tinerețe
- John Neville – Gustáv Sors la bătrânețe
- David de Keyser – Manó Sonnenschein
- Miriam Margolyes – Róza Sonnenschein, soția lui Manó
- Mark Strong – István Sors, fratele lui Ádám
- Molly Parker – Hannah Sors, soția lui Ádám
- Rachel Weisz – Gréta Sors, soția lui István
- Mari Törőcsik – Kató, servitoarea familiei Sors, la bătrânețe
- Péter Andorai – Anselmi, antrenor de scrimă la clubul civil
- Rüdiger Vogler – generalul Jákófalvy, șeful clubului de scrimă al ofițerilor
- Hanns Zischler – baronul Margittay, antrenor la clubul ofițerilor
- Lajos Kovács – subofițer în poliția militară
- William Hurt – Andor Knorr, superiorul lui Iván în ÁVH
- Trevor Peacock – Kope, generalul comandant al ÁVH
- Deborah Kara Unger – Karola Kovács, maior în ÁVH

## Producție
Intenția inițială a scenariștilor István Szabó și Israel Horovitz era să realizeze un serial de televiziune, dar nu au reușit să găsească finanțare pentru el. Atunci István Szabó s-a gândit să facă un film de cinema și i-a propus ideea producătorului canadian Robert Lantos, evreu originar din Ungaria. Acesta mărturisește că, în urma unei discuții de patru ore cu Szabó, a fost impresionat până la lacrimi, amintindu-și de povestiri ale membrilor familiei sale și de evenimente trăite de el însuși, pe care copiii lui le ignorau.
Prima variantă a scenariului avea 600 de pagini. A fost tradus în engleză și scurtat cu ajutorul mai multor scriitori. Producerea filmului nu putea fi decât foarte costisitoare. Într-adevăr, bugetul său a fost de 26 milioane de dolari americani. Din această cauză trebuia să i se asigure o difuzare corespunzătoare, ceea ce a necesitat angajarea cel puțin a unei vedete internaționale. De la început s-au gândit numai la Ralph Fiennes, care să joace trei personaje din trei generații. Acesta a acceptat imediat, dar avea alte angajamente. Producătorii au așteptat doi ani până a devenit liber. Au urmat șase luni de pre-producție și încă șase luni de filmări. Au trecut în total cinci ani de la propunerea filmului până la realizarea lui. A fost finanțat de societatea lui Lantos, Alliance Communications, cu participarea societății germane Kinowelt.
Filmările au avut loc mai ales la Budapesta. Pentru fațada locuinței familiei Sonnenschein a fost folosită o clădire din cartierul Ferencváros. Deasupra ferestrelor sale a fost scrisă firma EMMANUEL SONNENSCHEIN & TSA. LIQUEUR („Emmanuel Sonnenschein și asociatul. Lichior”). Clădirea a fost renovată în 2008 și inscripția a fost păstrată. La inaugurarea clădirii renovate a participat și István Szabó, împreună cu directorul de imagine Lajos Koltai. Interioarele familiei au fost filmate într-o clădire din apropiere.
Pentru pregătirea scenelor de scrimă, regizorul l-a rugat pe antrenorul László Szepesi, care a jucat și un rol episodic ca arbitru la Olimpiadă. Între a-i învăța pe actori numai anumite gesturi și a-i învăța să facă scrimă, a ales cea din urmă soluție. La aceasta au participat și scrimeri, dublurile actorilor. Antrenorul a fost uimit de cât de repede și relativ bine au învățat actorii. Ralph Fiennes a luat lecții de scrimă cu ambele mâini, în tot timpul filmărilor. S-a dovedit a fi foarte dotat, entuziast pentru acest sport, conștiincios și sârguincios. A rămas un iubitor al scrimei. Chiar și în anul următor după filmări, venind să se relaxeze la Budapesta, a participat la antrenamente cu Szepesi. Filmarea scenelor de scrimă a avut loc în mai multe săli din Budapesta, cea de la Olimpiadă în actuala Sală a sporturilor László Papp, cu circa 1000 de figuranți.

## Inspirația din realitate
Acțiunea filmului se desfășoară pe fundalul mai tuturor evenimentelor istorice din secolul al XX-lea care au afectat Ungaria: Primul Război Mondial, scurta perioadă de regim comunist de după acesta, regimul autoritar horthyst, al Doilea Război Mondial, regimul comunist stalinist, Revoluția din 1956. Filmul reflectă și principalele fenomene sociale, ideologice și politice din acea perioadă: posibilitatea evreilor de a se ridica în viața economică și, pentru unii, până în unele sfere mai modeste ale puterii, prin asimilare, în ultima perioadă, relativ liberală, a Imperiului Austro-Ungar; antisemitismul crescând odată cu câștigarea de teren a ideologiilor totalitare de dreapta; holocaustul care a decimat evreimea; teroarea comunistă stalinistă.
Pe lângă reflectarea acestor realități, filmul se inspiră și din alte câteva fapte reale. Astfel, cariera lui Manó Sonnenschein, datorată Gustului luminii soarelui, amintește de cea reală a familiei de evrei creștinați Zwack, cu băutura produsă de firma ei până în prezent, după o rețetă secretă ce conține 40 de plante.
Personajul Ádám Sors reflectă destinul a doi scrimeri evrei. Endre Kabos a câștigat patru medalii olimpice, dintre care trei de aur, inclusiv cea de la Olimpiada din 1936. În timpul războiului a fost mobilizat la muncă, i s-a facilitat să rămână la Budapesta ca șofer, dar a murit în 1944 pe Podul Margareta, când acesta a fost aruncat în aer. Attila Petschauer a câștigat cu echipa Ungariei medalia de aur la Olimpiada de la Amsterdam (1928) și la cea de la Los Angeles (1932), precum și medalia de argint individuală la Amsterdam. A fost dus în detașament de muncă pe frontul rusesc, unde a murit în 1943 în împrejurări neclare. Conform unei mărturii ar fi fost ucis ca Ádám în film.
Personajul Andor Knorr este de asemenea inspirat de o persoană reală, anume László Rajk, cu origini secuiești și germane. A fost comunist încă din anii 1930, a devenit ministru de interne în Ungaria și a organizat primele procese politice, apoi a fost ministru de externe. În 1949 i s-a înscenat un proces spectacol cu acuzații inventate, a fost condamnat la moarte și executat. În 1955 a fost reabilitat în cadrul destalinizării care începuse, și reînmormântat cu onoruri în 1956, ceea ce a fost unul din factorii care au declanșat revoluția din acel an.

## Interpretări și critici
Ideea principală a filmului este eșecul asimilării, al aspirației unei părți a evreilor de a deveni membri egali în toate privințele cu ceilalți membri ai societății în care trăiesc, prin renunțarea la identitatea moștenită. Compromisurile pe care le fac apar ca având drept rezultat posibila distrugere morală și chiar fizică. Ca argument apare sentimentul eșecului cu care se termină viața lui Ignác după ce a făcut până și compromisul de a-și schimba numele, și a slujit împăratul cu devotament și recunoștință că s-a putut realiza. La rândul său, Ádám face compromisul de a renunța la religia părinților, este un adevărat patriot, are iluzia că este acceptat ca ungur adevărat, și totuși este ucis ca evreu. Dintr-un dialog cu bunica lui, reiese că Iván a devenit comunist convins din cauza persecuțiilor, a lagărelor și a faptului că o putere comunistă a fost cea care i-a salvat pe evrei de acestea. Dar și Iván își pierde iluziile despre dispariția antisemitismului în regimul comunist, și nu mai poate accepta fărădelegile acestuia. După criticul Susan Suleiman, bărbații din familia Sors prezintă în grade diferite profilul psihologic al lui „paria parvenit” care, acceptat fie și în silă de un grup sau de o instituție, devine loial până la a-și pierde orice capacitate de judecată. Ádám reprezintă cel mai pregnant acest profil, prin felul în care refuză să vadă realitatea. Actul lui Iván de a relua numele străbunicului său, ceea ce îi dă sentimentul eliberării, este prezentat ca fiind soluția de a se integra în societate fără a renunța la propria identitate. De fapt acesta era miezul sfaturilor străbunicului adresate fiului său Ignác, pe care el și ceilalți bărbați ai familiei nu le-au urmat.
Filmul abordează și tema diversității sociale și ideologice a evreilor chiar în cadrul unei aceleiași familii. Străbunicul devine un capitalist de succes, dar copiii lui nu mai sunt capitaliști, ci devin intelectuali cu concepții ideologice diametral opuse. Ignác este adept al ordinii stabilite a imperiului, pe care îl vede liberal, dar Gusztáv este revoluționar socialist, apoi comunist, în timp ce Vali nu adoptă nicio ideologie. Unul din reproșurile care i s-au adus filmului este că personajele sunt mai mult niște tipuri ale acestor categorii de indivizi decât ființe cu profunzime psihologică.
Începând cu Ignác, toți membrii familiei se confruntă cu antisemitismul, care apare în film în diferite nuanțe. Cea mai blândă este acceptarea evreilor cu prețul asimilării până la renunțarea la identitate, în timpul Imperiului Austro-Ungar și al Ungariei din anii 1920–1930, experiență pe care o trăiesc Ignác, respectiv Ádám. Alta este umilirea evreilor de către persoane particulare care nu riscă nimic pentru aceasta, cum i se întâmplă lui Ádám ca student, apoi ca membru al clubului de scrimă al ofițerilor. Mai grav este antisemitismul și persecuția oficializate prin legi, în Ungaria începând cu 1938. Acesta culminează cu exterminarea în masă în timpul celui de-al Doilea Război Mondial, ale cărei victime sunt toți membrii familiei, în afară de Gusztáv, Vali și Iván. Nici regimul comunist din anii 1950 nu este lipsit de antisemitism, care se manifestă prin acuzații fanteziste de spionaj exemplificate de soarta tragică a personajului Knorr.
Cu aspirația lor de asimilare, membrii familiei Sonnenschein–Sors apar ca niște conformiști, în afară de Gusztáv, până când devine și el conformist față de ideologia comunistă. Singura contrapondere subversivă, singura afirmare de sine pe care le opun normelor instituționale și politice este sexualitatea lor transgresivă. Aceasta este o tentație nerealizată la Manó îndrăgostit de o verișoară, și realizată de Ignác cu Vali, sau de Ádám cu cumnata lui.
În concepția filmului, femeile sunt cele ce reușesc cel mai bine să sesizeze realitatea și să-și păstreze identitatea, rămânând departe de domeniul social-politic. Vali este centrul etic al filmului. Ea, care în decursul vieții a imortalizat în fotografii momentele frumoase ale vieții, îi spune lui Iván că nu politica și istoria contează cel mai mult în viață, ci frumusețea vieții, valorile individuale și estetice, în ciuda distrugerilor cauzate de istorie.
Aprecierile despre film au fost contradictorii. A avut mai multe critici pozitive în Occident decât în Ungaria, și mai multe critici negative în Ungaria decât în Occident.
Pentru Susan Suleiman, filmul este somptuos și ambițios, în mod profund emoționant, tulbure și tulburător. Regizorul concepe filmul ca o epopee realistă, dar nu poate evita un anume schematism, din cauza perioadei mari de timp pe care o acoperă. Estetica realistă se manifestă și prin repetiții și paralelisme la nivelul intrigii și al personajelor, precum și în decoruri, lumini și muzică. De pildă, evoluția apartamentului familiei de la un interior burghez confortabil la sărăcia unui apartament plin de vechituri, în care este cazată și o familie de oameni simpli, este paralelă cu decăderea familiei Sonnenschein–Sors. Un exemplu de folosire a luminilor este scena întunecată în care familia abia vizibilă ascultă la radio textul primei legi antievreiești. În calitate de epopee realistă, filmul recurge la repetiție și paralelism până la redundanță, pentru a asigura coeziunea narativă și a sublinia temele majore, de exemplu prin jucarea a trei roluri de către același actor. Pentru Suleiman, aceasta nu este o trăsătură negativă, dar alți critici au considerat că redundanța dă filmului un caracter greoi și simplist.
Michael Wilmington, de la Chicago Tribune crede că filmul lui István Szabó este incredibil de ambițios și unul din cele mai reușite ale anului 1999. Este filmat în mod încântător, fiind o succesiune de imagini frumoase sau care evocă în mod amplu fazele majore ale istoriei Ungariei, dar păcătuiește prin faptul că este prea lung, vrând să arate prea mult și făcând aceasta prea repede. Ralph Fiennes joacă cele trei roluri cu o înțelegere profundă și cu o seriozitate sobră de la început până la sfârșit, care ar fi fost bine să fie compensată cu ceva ușurință sau ironie. Filmul ar fi fost mai bun sau mai convingător, deși mai puțin popular, dacă rolurile principale ar fi fost jucate de actori maghiari. Totuși, nu este un film de respins pentru defectele sale, pentru că are multe calități dramatice și cinematografice, se reînnoiește în mod continuu, mereu își recuperează lacunele. Sunshine este una dintre cele mai puternice epopei de familie cinematografice, și una dintre cele mai frumoase din punct de vedere vizual.
În Ungaria, filmul a provocat polemici pasionate timp de câteva săptămâni. Au existat critici total pozitive, de exemplu cea a lui Ildikó Kárpáti, de la Filmkultúra, dar și total negative, de pildă cea a lui István Margócsy, în Filmvilág. Polemicile n-au fost numai axate pe mijloacele artistice ale filmului, ci și ideologice, privitoare la mesajul lui principal, eșecul asimilării. Gábor Köves, de la FILMTETT considera că faptul de a provoca astfel de polemici este poate meritul principal al filmului.
Erzsébet Bori, de la Magyar Narancs, considera că filmul nu este unul european de artă, nici un film de autor, cum sunt primele filme ale regizorului, și nu se adresează în primul rând publicului maghiar, dar este un bun film de gen, pentru un public larg. Imaginea, decorurile, costumele sunt frumoase și credibile. Scenariul reușește să ordoneze unitar faptele de pe parcursul a 100 de ani și viața mai multor personaje. Totodată, filmul este lung (180 de minute), dar nu pentru că arată mult, ci pentru că este ici-colo prolix și didactic. Spre deosebire de filmele sale de până în anii 1980 inclusiv, în care regizorul își împărtășește cu spectatorul impresiile, în acest film își împărtășește ideile, fiind prea puțin uman.
După părerea lui Gábor Köves, mărimea bugetului a fost pe de o parte un avantaj, dar pe de alta un inconvenient. Realizatorii au avut tot ce și-au dorit pentru a asigura cadrul material al filmului, dar au fost nevoiți să se adreseze unui public foarte variat, pe de o parte occidentalilor, care nu cunosc realitățile din istoria Ungariei, pe de alta maghiarilor, care le cunosc. Aceasta ar dăuna calității filmului prin faptul că, în afara unor părți, ar fi o trecere în revistă prea rapidă și didactică a faptelor, personajele fiind schematice, lipsite de profunzime.

## Premii și nominalizări
- Premiile Academiei Europene de Film 1999 pentru[25]:
  - cel mai bun actor: Ralph Fiennes
  - cel mai bun scenariu: István Szabó și Israel Horovitz
  - cea mai bună imagine: Lajos Koltai
- Premiul Genie 2000 pentru[26]:
  - cel mai bun film: András Hámori și Robert Lantos
  - cel mai bun sunet: Daniel Pellerin, Keith Elliott, Glen Gauthier și Peter Kelly
  - cel mai bun montaj de sunet: Jane Tattersall, Fred Brennan, Dina Eaton, Andy Malcolm și David McCallum
- National Board of Review 2000, Top Ten Films: clasificare printre cele mai bune zece filme ale anului[27]
- Premiile Societății pentru Filmul Politic 2001: Premiul Democrația pentru cel mai bun film[28]
- Premiul Satellite 2000 pentru cele mai bune actrițe în rol secundar: Jennifer Ehle și Rosemary Harris[29]
- Premiul Societății Scriitorilor din Canada 2000 pentru István Szabó și Israel Horovitz[30]

Filmul a avut și numeroase nominalizări, cele mai importante pentru Premiile Globul de Aur și cele mai multe pentru Premiul Genie.